# Evelyn Ashford
Pour les articles homonymes, voir Ashford (homonymie).
Evelyn Ashford (née Washington le 15 avril 1957 à Shreveport) est une athlète américaine spécialiste du sprint. 
Avec cinq médailles, elle est l'athlète féminine ayant remporté le plus de médailles lors des Jeux olympiques, juste après Allyson Felix, obtenant notamment les titres du 100 mètres en 1984 et du relais 4 × 100 mètres en 1984, 1988 et 1992. Elle fait partie des cinq femmes qui ont gagné quatre médailles d'or olympiques en athlétisme. Elle partage cet honneur avec Fanny Blankers-Koen, Betty Cuthbert, Bärbel Wöckel et Allyson Felix.
Elle améliore à deux reprises le record du monde du 100 mètres en réalisant 10 s 79 en 1983 puis 10 s 76 en 1984. Elle est la première athlète à descendre sous la barrière des 11 secondes au 100 m lors de Jeux olympiques.
Vainqueur de dix-neuf titres nationaux, elle est élue au Temple de la renommée de l'athlétisme des États-Unis en 1997.

## Biographie
Durant des années, la compétition qu'elle mène avec l'Allemande de l'Est Marlies Göhr domine le 100 mètres féminin, après des premiers Jeux olympiques en 1976 à Montréal où elle termine 5e de la finale.
Elle devient ensuite l'une des favorites du 100 mètres des Jeux olympiques d'été de 1980 de Moscou. Mais le boycott américain l'empêche de participer à la compétition.
Le 3 juillet 1983, elle remporte le 100 mètres du meeting de Colorado Springs, Colorado qui se déroule sur le stade de la base militaire à 2 225 mètres d'altitude. En 10 s 79, elle bat de deux centièmes le record du monde que détenait Marlies Göhr. Auparavant, elle avait établi avec Alice Brown, Diane Williams et Chandra Cheeseborough un nouveau record américain du relais 4 × 100 mètres en 41 s 61.
À Helsinki, lors des premiers Championnats du monde d'athlétisme, elle se blesse lors de la finale et laisse le titre à sa grande rivale est-allemande.
Lors des Jeux olympiques d'été de 1984 à Los Angeles, elle remporte deux médailles d'or : le 100 mètres et le relais 4 × 100 mètres. Mais sa rivale Marlies Göhr est absente, en raison du boycott de la République démocratique allemande. Le Grand Prix de Zurich est finalement le lieu de leur confrontation : Ashford remporte la course en battant le record du monde en 10 s 76 devant Göhr.
Après une pause pour donner naissance à une fille en 1985, elle revient à son meilleur niveau en 1986, établissant la meilleure performance de la saison. Mais sa saison suivante est gâchée par une nouvelle blessure et elle ne participe pas aux championnats du monde d'athlétisme.
L'année suivante, malgré une forme exceptionnelle, elle est surpassée par l'Américaine Florence Griffith-Joyner. Celle-ci lui prend son record du monde lors des sélections américaines, puis le titre olympique des Jeux olympiques d'été de 1988 où Ashford termine seconde devançant l'Est-Allemande Heike Drechsler. Elle remporte toutefois un nouveau titre avec le relais 4 × 100 mètres.
Elle disputera une dernière fois les Jeux lors des Jeux olympiques d'été de 1992 à Barcelone, où elle gagne son 3e titre olympique en relais, sa 4e médaille d'or en tout.

## Palmarès

### International
| Date | Compétition                | Lieu        | Résultat      | Épreuve   |
| ---- | -------------------------- | ----------- | ------------- | --------- |
| 1976 | Jeux olympiques            | Montréal    | 5e            | 100 m     |
| 1976 | Jeux olympiques            | Montréal    | 7e            | 4 × 100 m |
| 1977 | Coupe du monde des nations | Düsseldorf  | 5e            | 100 m     |
| 1977 | Coupe du monde des nations | Düsseldorf  | 4e            | 200 m     |
| 1979 | Jeux panaméricains         | San Juan    | 1re           | 100 m     |
| 1979 | Jeux panaméricains         | San Juan    | 1re           | 200 m     |
| 1979 | Coupe du monde des nations | Montréal    | 1re           | 100 m     |
| 1979 | Coupe du monde des nations | Montréal    | 1re           | 200 m     |
| 1981 | Coupe du monde des nations | Rome        | 1re           | 100 m     |
| 1981 | Coupe du monde des nations | Rome        | 1re           | 200 m     |
| 1981 | Coupe du monde des nations | Rome        | 2e            | 4 × 100 m |
| 1983 | Championnats du monde      | Helsinki    | Ab. en finale | 100 m     |
| 1984 | Jeux olympiques            | Los Angeles | 1re           | 100 m     |
| 1984 | Jeux olympiques            | Los Angeles | 1re           | 4 × 100 m |
| 1986 | Finale du Grand Prix       | Rome        | 1re           | 100 m     |
| 1986 | Finale du Grand Prix       | Rome        | 1re           | 200 m     |
| 1988 | Jeux olympiques            | Séoul       | 2e            | 100 m     |
| 1988 | Jeux olympiques            | Séoul       | 1re           | 4 × 100 m |
| 1991 | Championnats du monde      | Tokyo       | 5e            | 100 m     |
| 1992 | Jeux olympiques            | Barcelone   | 1re           | 4 × 100 m |

### National
- Championnats des États-Unis d'athlétisme : 
  - 100 m : vainqueur en 1977, 1979, 1981, 1982 et 1983[4]
  - 200 m : vainqueur en 1977, 1978, 1979, 1981 et 1985
  - 60 m (en salle) : vainqueur en 1979, 1980, 1981, 1982, 1983 et 1988[5]

### Distinctions
- Élue au Temple de la renommée de l'athlétisme des États-Unis en 1997
- Trophée Track and Field News de l'athlète de l'année en 1981 et 1984

## Records

### Records du monde
- Record du monde du 100 mètres en 10 s 79 en 1983
- Record du monde du 100 mètres en 10 s 76 en 1984

### Records personnels
| Épreuve | Performance          | Lieu     | Date         |
| ------- | -------------------- | -------- | ------------ |
| 100 m   | 10 s 76 (33 km/h)    | Zurich   | 22 août 1984 |
| 200 m   | 21 s 83 (32,98 km/h) | Montréal | 24 août 1979 |